# Brodaczyk
Brodaczyk (Monocirrhus polyacanthus) – gatunek tropikalnej, słodkowodnej ryby z rodziny Polycentridae. Jedyny przedstawiciel rodzaju Monocirrhus. Bywa hodowany w akwariach. 

## Występowanie
Ameryka Południowa. dorzecze Amazonki w Brazylii, Boliwii, Kolumbii, Peru, Wenezueli. Spotykany w Surinamie i Gujanie.
Dorasta do 8 cm długości.

## Opis
Drapieżna ryba brązowej barwy, dobrze maskująca się. Z wyglądu przypomina zwiędły liść. W pozycji skośnej, głową w dół, czatuje na przepływający w pobliżu drobny pokarm.
Osiąga około 10 cm długości ciała 

## Warunki w akwarium
| Zalecane warunki w akwarium | Zalecane warunki w akwarium |
| --------------------------- | --------------------------- |
| Zbiornik                    | średni                      |
| Temperatura wody            | 25-29°C                     |
| Twardość wody               | 5-8                         |
| Skala pH                    | 5.0-6.5                     |
| pokarm                      | muchówki, drobne ryby       |
| Uwagi                       |                             |

## Warunki hodowlane
Przebywa wśród roślin o szerokich liściach umożliwiających maskowanie się. 

## Dymorfizm płciowy
Samica posiada pokładełko bardziej pełniejsze i zaokrąglone.